# Bracon nicaraguensis
Bracon nicaraguensis är en stekelart som beskrevs av Cameron 1886. Bracon nicaraguensis ingår i släktet Bracon och familjen bracksteklar. Inga underarter finns listade.